# Packera texensis
Packera texensis là một loài thực vật có hoa trong họ Cúc. Loài này được O'Kennon & Trock mô tả khoa học đầu tiên năm 2003.